# 本杰明·贾米森
本杰明·贾米森（英語：Benjamin Jamieson，1874年3月15日—1915年12月3日），生于安大略省，加拿大男子棍网球运动员。他曾代表加拿大参加1904年夏季奥林匹克运动会棍网球比赛，获得一枚金牌。